# Tour de Suisse 1972
| Endstand      | Endstand          | Endstand    |
| ------------- | ----------------- | ----------- |
| Toursieger    | Louis Pfenninger  | 41:22:43 h  |
| Zweiter       | Roger Pingeon     | + 0:21 min  |
| Dritter       | Michele Dancelli  | + 1:49 min  |
| Vierter       | Erich Spahn       | + 1:51 min  |
| Fünfter       | Joaquim Agostinho | + 4:26 min  |
| Sechster      | Silvano Schiavon  | + 5:04 min  |
| Siebter       | Derek Harrison    | + 8:28 min  |
| Achter        | Fritz Wehrli      | + 14:08 min |
| Neunter       | Mario Lanzafame   | + 16:07 min |
| Zehnter       | Wilfried David    | + 18:03 min |
| Bergwertung   | Silvano Schiavon  | 68 P.       |
| Zweiter       | Kurt Rub          | 59 P.       |
| Dritter       | Michele Dancelli  | 46 P.       |
| Punktewertung | Michele Dancelli  | 187 P.      |
| Zweiter       | Erich Spahn       | 158 P.      |
| Dritter       | Georges Pintens   | 135 P.      |
| Teamwertung   | G.B.C.-Sony       | 121:03:25 h |
| Zweiter       | Märki-Bonanza     | 121:07:57 h |
| Dritter       | SCIC              | 121:11:39 h |

Die 36. Tour de Suisse fand vom 15. bis 23. Juni 1972 statt. Sie führte über einen Prolog, zehn Etappen und eine Gesamtdistanz von 1457 Kilometern.
Gesamtsieger wurde, wie schon 1968, der Schweizer Louis Pfenninger. Die Rundfahrt startete in Zürich mit 80 Fahrern, von denen 44 Fahrer in Olten ins Ziel kamen.

## Etappen
| Etappe     | Tag      | Start – Ziel         | km        | Etappensieger | Gesamtwertung    |
| ---------- | -------- | -------------------- | --------- | --- | ---------------- |
| Prolog     | 15. Juni | Zürich               | 09        | Goudsmit-Hoff (Tino Tabak, Gerard Vianen, Wim Prinsen, Jan Krekels, Wout Wagtmans, Gert Harings, Kurt Rub, Karel Delnoy) | Tino Tabak       |
| 1. Etappe  | 16. Juni | Zürich – Brugg       | 187       | Donato Giuliani | Donato Giuliani  |
| 2. Etappe  | 16. Juni | Brugg – Solothurn    | 097       | Giancarlo Polidori | Donato Giuliani  |
| 3. Etappe  | 17. Juni | Solothurn – Balmberg | 012 (BZF) | Joaquim Agostinho | Donato Giuliani  |
| 4. Etappe  | 18. Juni | Solothurn – Gstaad   | 214       | Michele Dancelli | Louis Pfenninger |
| 5. Etappe  | 19. Juni | Gstaad – Mörel       | 216       | Claudio Michelotto | Louis Pfenninger |
| 6. Etappe  | 20. Juni | Mörel – Lugano       | 172       | Michele Dancelli | Louis Pfenninger |
| 7. Etappe  | 21. Juni | Lugano – Schaan      | 234       | Giancarlo Polidori | Louis Pfenninger |
| 8. Etappe  | 22. Juni | Schaan – Pfäffikon   | 174       | Wilfried David | Louis Pfenninger |
| 9. Etappe  | 23. Juni | Pfäffikon – Olten    | 117       | Gerben Karstens | Louis Pfenninger |
| 10. Etappe | 18. Juni | Olten – Olten        | 025 (EZF) | Joaquim Agostinho | Louis Pfenninger |